# Remscheid
Remscheid est une ville allemande de Rhénanie-du-Nord-Westphalie comprise dans la Région métropolitaine Rhin-Ruhr.
Remscheid comptait environ 109 000 habitants en 2015. À la fin de l'année 2019, elle comptait 113 703 habitants.

## Géographie
Remscheid se trouve dans le Pays de Berg, au cœur des collines de la vallée de la Wupper, dominant les vallées encaissées de l'Eschbach et du Morsbach. Les deux villes voisines sont Solingen et Wuppertal.
Le point culminant de Remscheid est Hohenhagen, sur la colline de Brodtberg (alt. 378,86 m), et le point le plus bas se trouve sur les berges de la Wupper à Wiesenkotten (alt. 96,00 m). La ville s'étend sur 12,4 km et dans sa plus grande largeur s'étend sur 9,4 km selon un axe nord-sud. La différence de température d'un point à un autre ne dépasse pas 5 °C.
C'est une ville particulièrement pluvieuse, les précipitations permettant d'ailleurs d'alimenter différents lacs artificiels. En hiver, c'est l'une des villes les plus pluvieuses d'Allemagne : on y enregistre jusqu'à 100 l/m2 par mois.
Remscheid est couverte de forêts à 30 %, ce qui lui vaut le surnom de « métropole verte ».

### Communes limitrophes
Ce sont, dans le sens des aiguilles d'une montre et en partant de l'est :
Radevormwald et Hückeswagen (toutes deux dans l'Arrondissement du Haut-Berg), Wermelskirchen (Arrondissement de Rhin-Berg) ainsi que Solingen et Wuppertal (deux villes-arrondissement).
| Wuppertal | Wuppertal      | Radevormwald |
| Solingen  | Remscheid      | Radevormwald |
| Solingen  | Wermelskirchen | Hückeswagen  |

### Espaces naturels
Remscheid compte 23 zones naturelles protégées, représentant une superficie totale de 715,49 ha soit 9,59 % du territoire communautaire. Elles se trouvent majoritairement dans les vallées. 4 500 ha, soit 60 % de l'aire urbaine, ont été également classés « Zone de protection paysagère ».

### Flore
Les zones naturelles de la commune abritent de nombreuses plantes rares dans le reste du Pays de Berg. Toutes se trouvent dans leur habitat d'origine :
- le genêt de Ratisbonne dans le quartier de Hofschaft ouest
- la gentiane des marais dans la zone naturelle de Lennep
- la corydale à bulbe plein dans la vallée du Leyerbach
- monotrope sucepin Monotropa hypopitys subsp. hypophegea dans la vallée de Diepmannsbach, et le quartier de Goldenberg
- l’arum et les nymphoides en forêt de Lüttringhausen

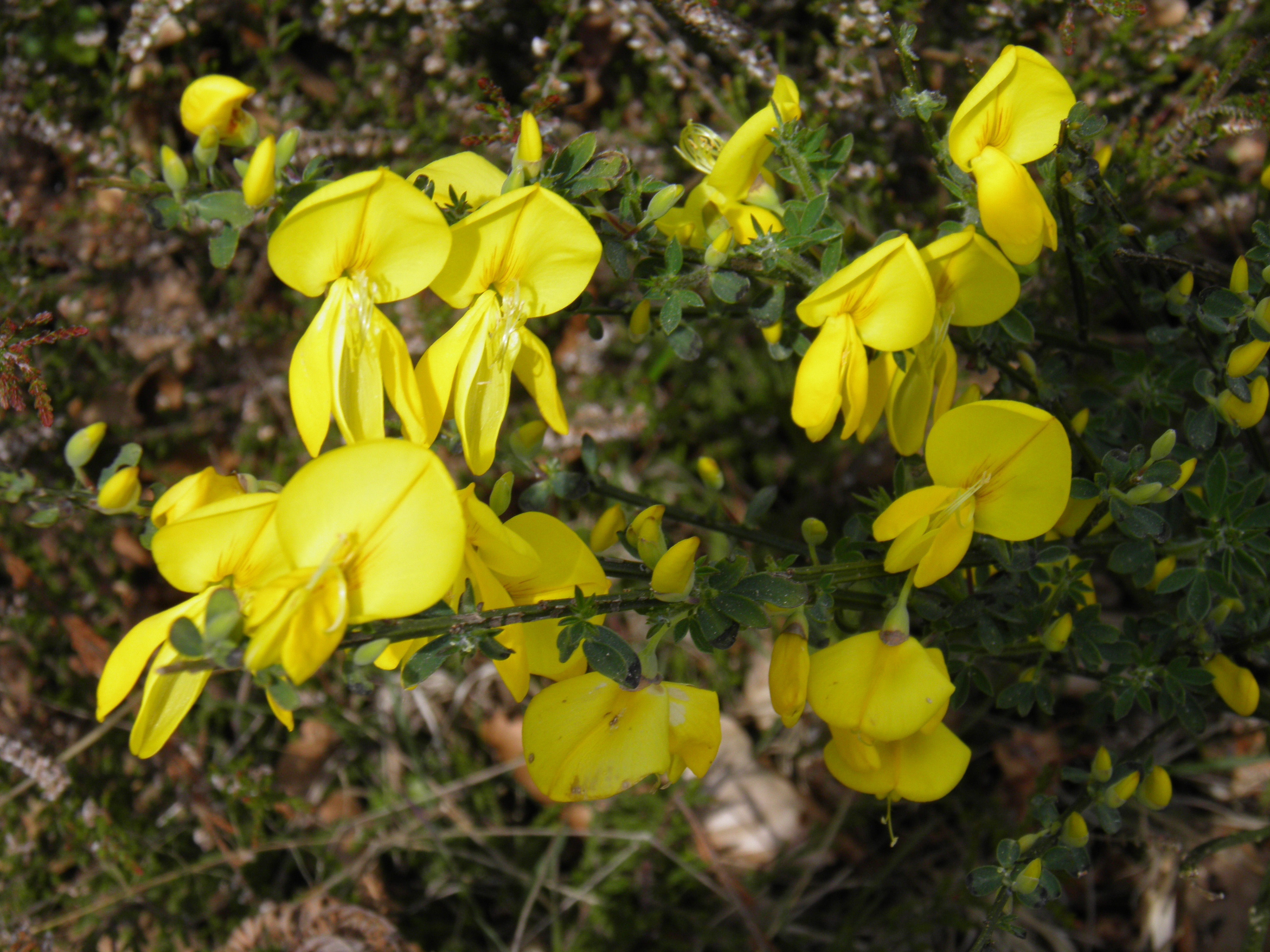
Genêts de Ratisbonne
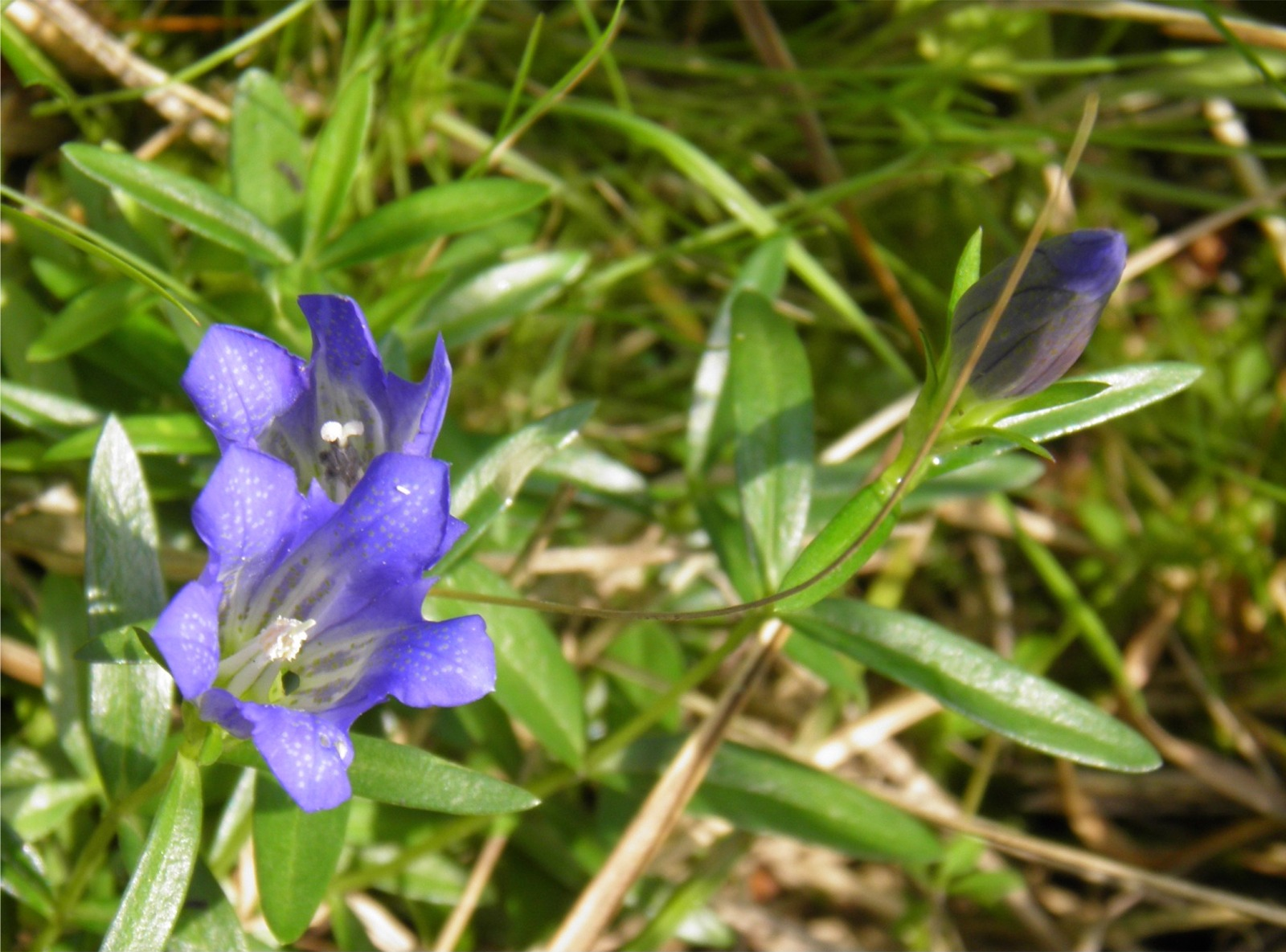
la gentiane des marais
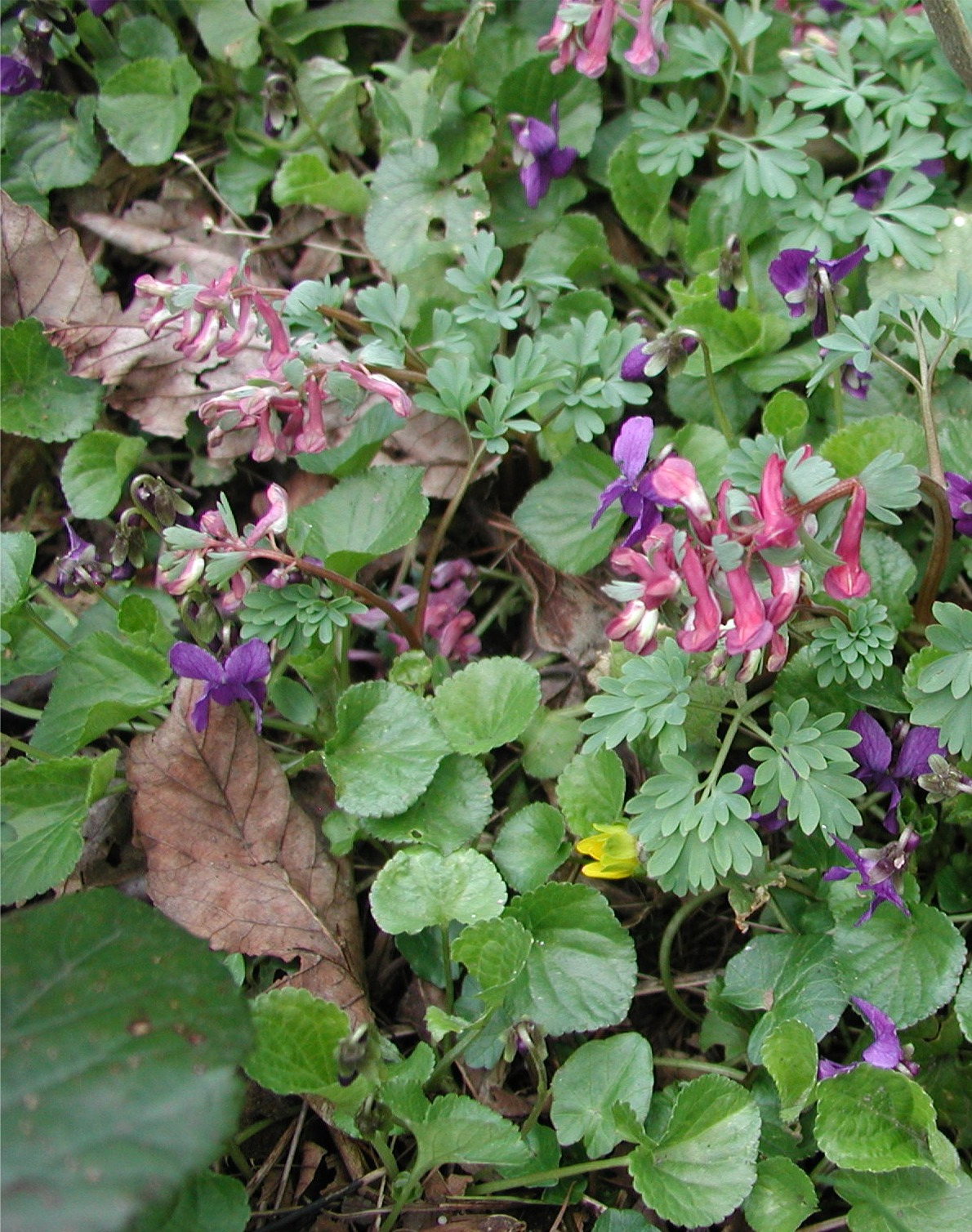
La corydale à bulbe plein
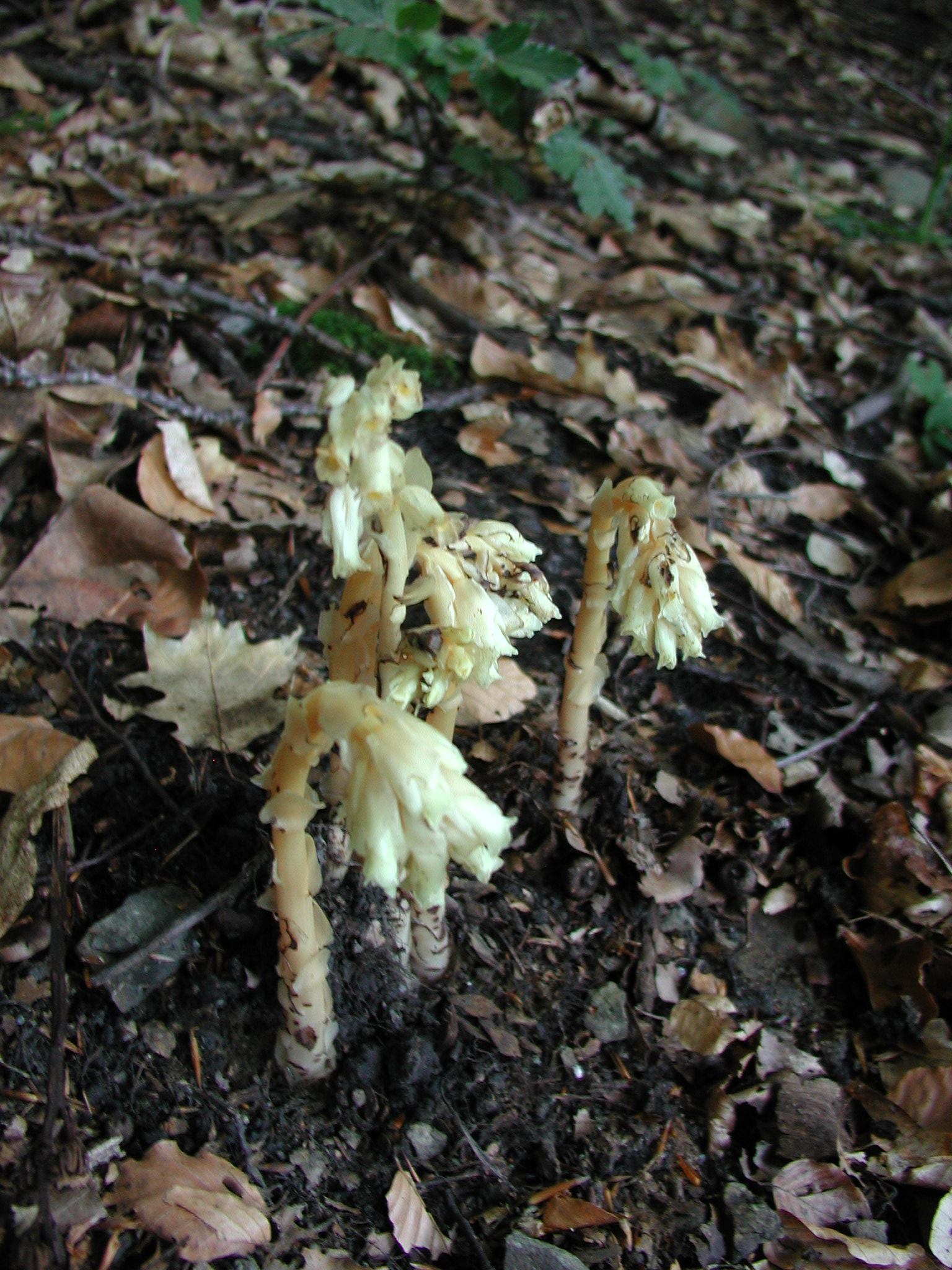
Asperges du bouleau
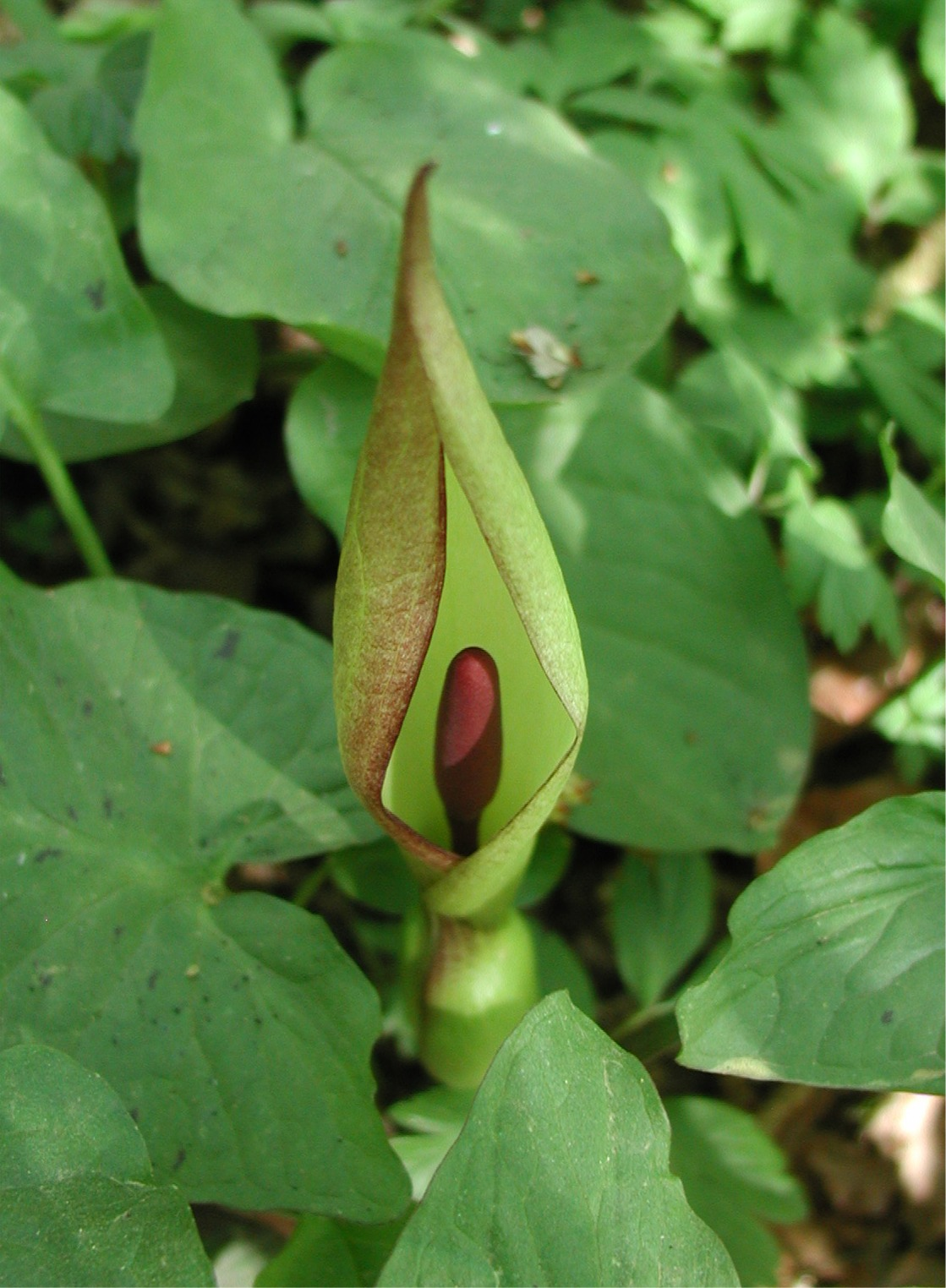
Pousses d'arum
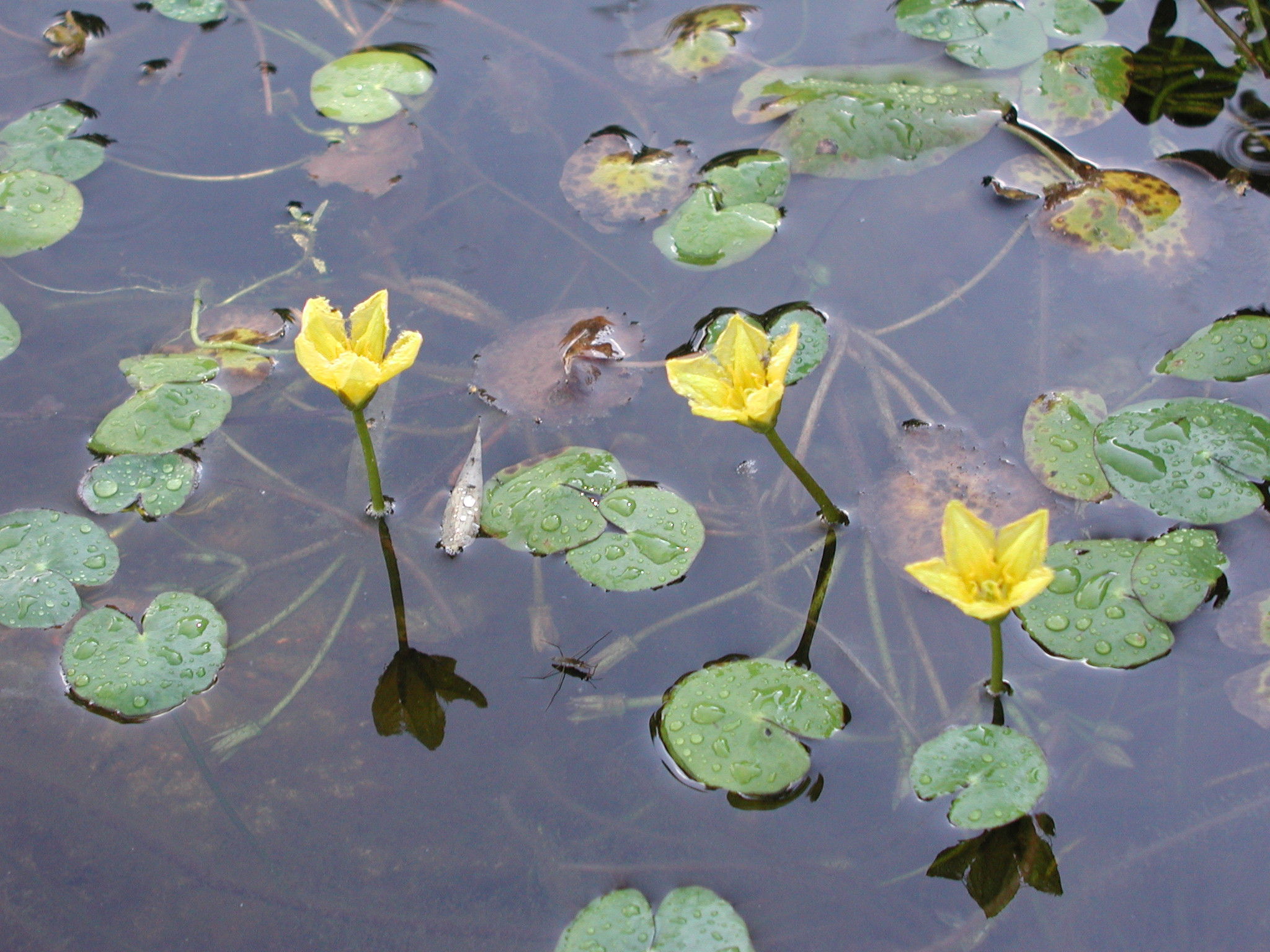
Nymphoïdes en forêt de Lüttringhausen

- trientale d'Europe à Oberfeldbach
- achillée sternutatoire dans la zone naturelle du barrage de Panzertal
- renoncule aquatique dans le parc Hinsberg à Grüne
- œillet couché sur les flancs du Goldenberg
- épipactes (orchidée) à Heintjeshammer dans la vallée de l'Eschbach
- mors du diable dans la zone naturelle de Lennep, à côté du barrage de Panzertal
- Chicorée sauvage à Westen
- Couverture de brize dans la vallée de l'Eschbach

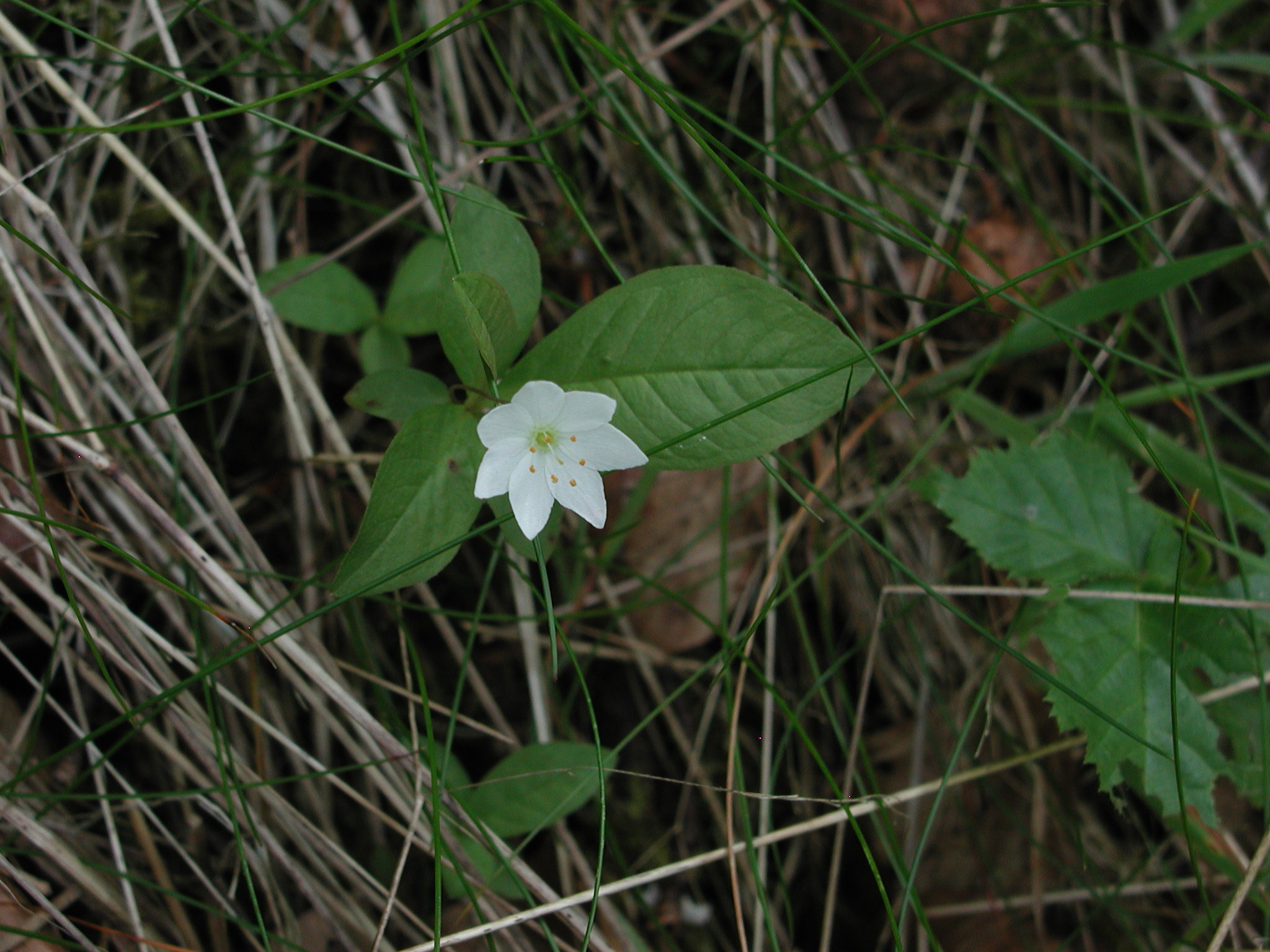
trientale d'Europe
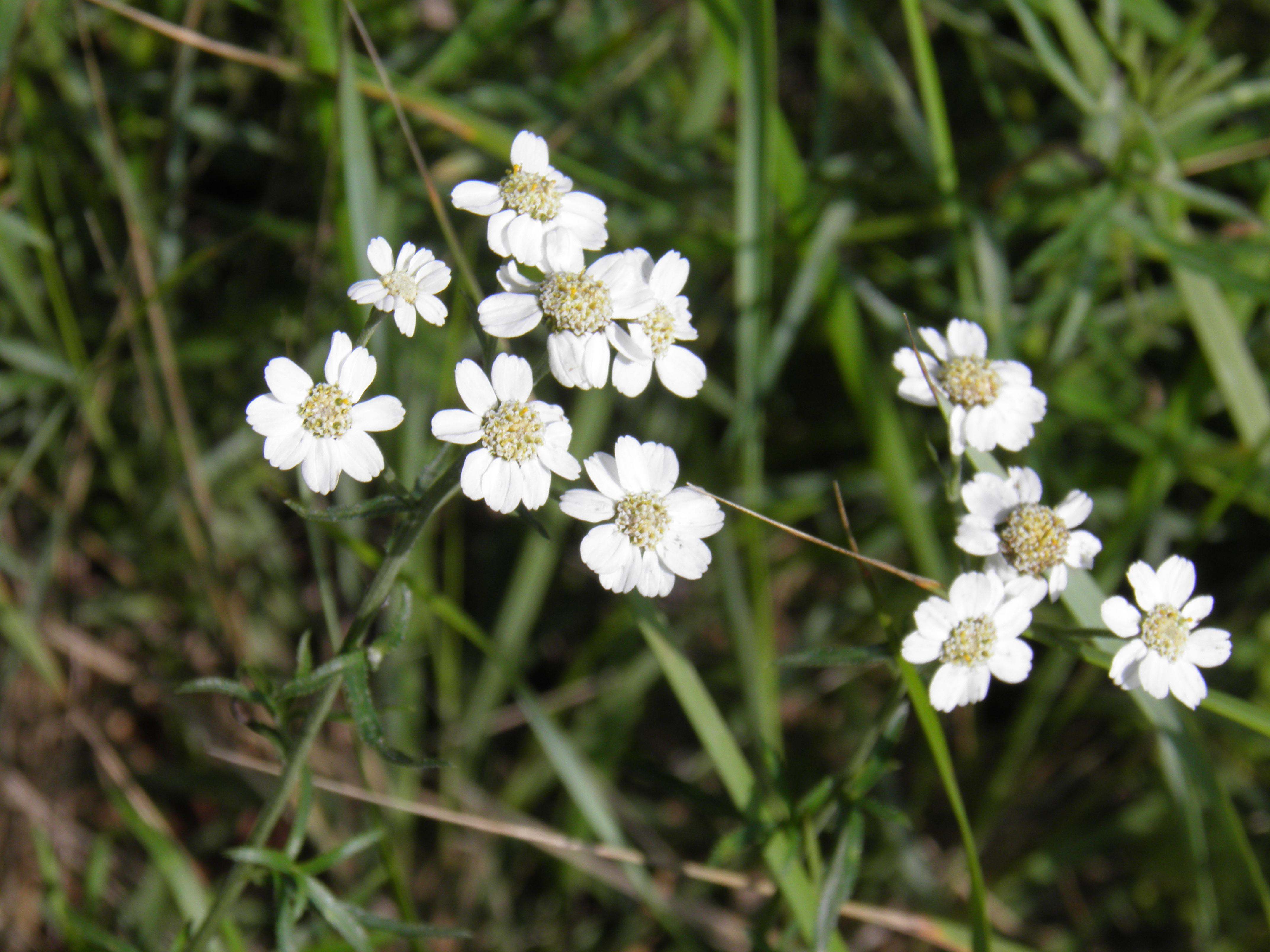
achillée sternutatoire
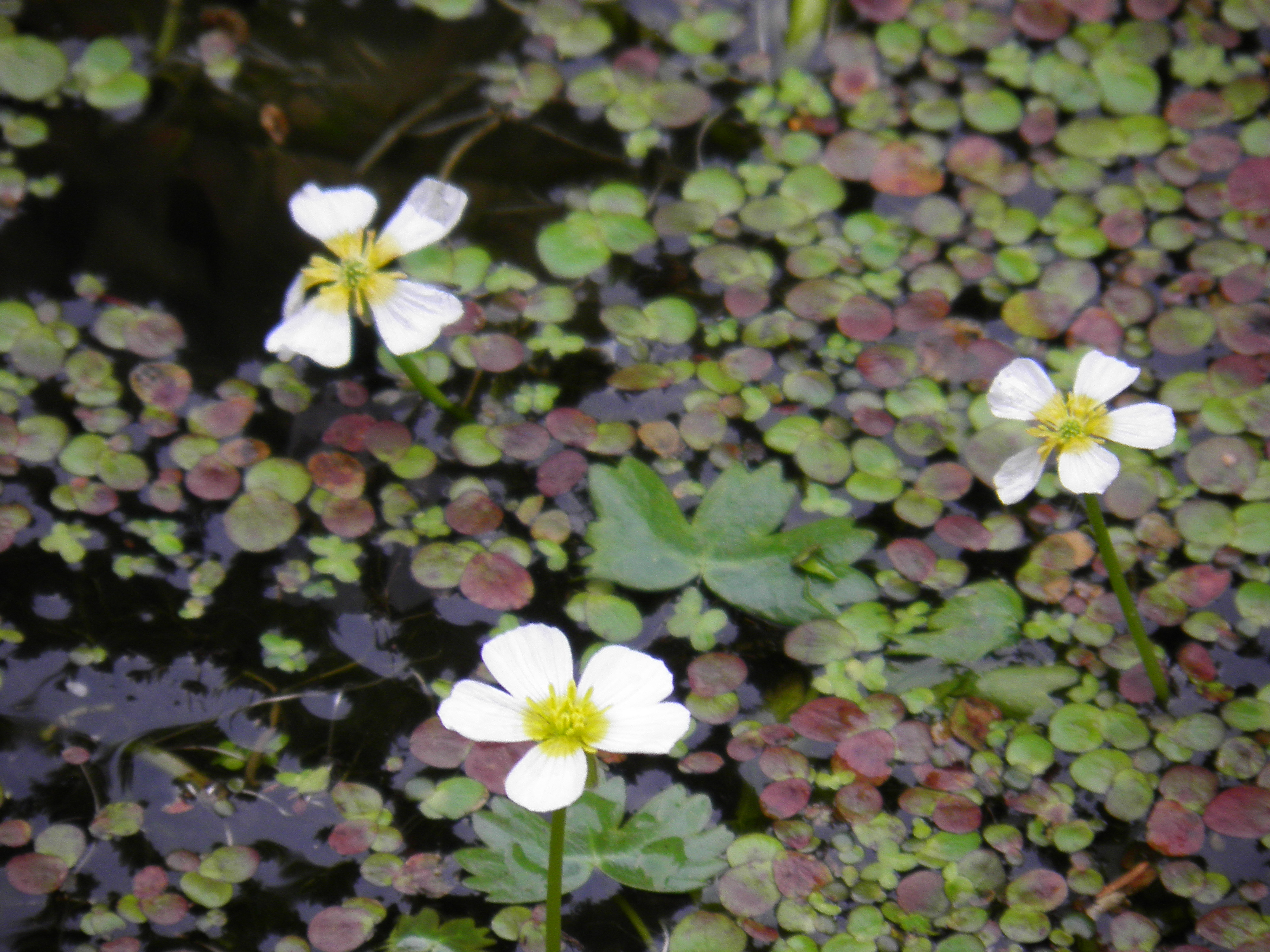
renoncule aquatique
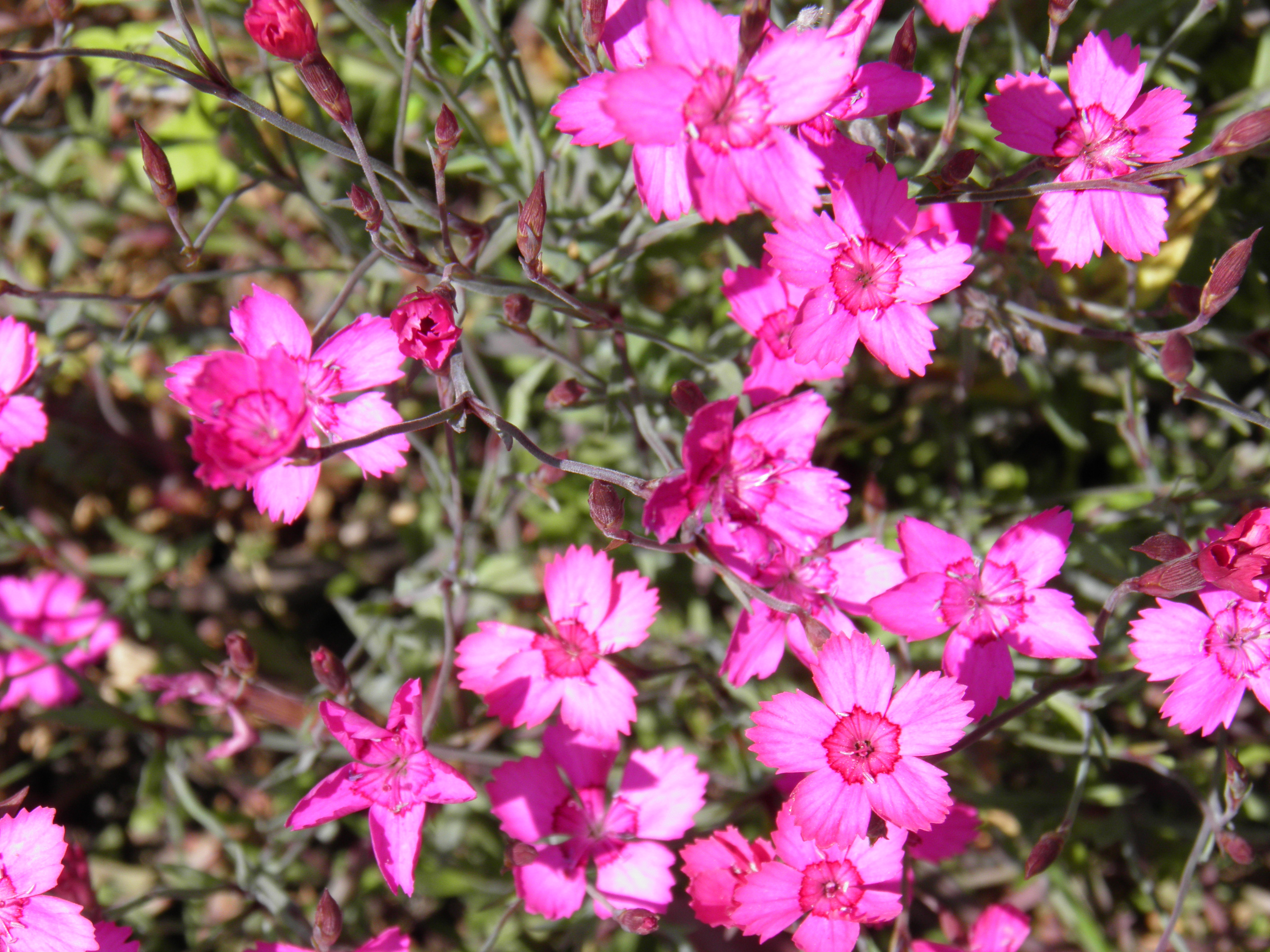
œillet couché
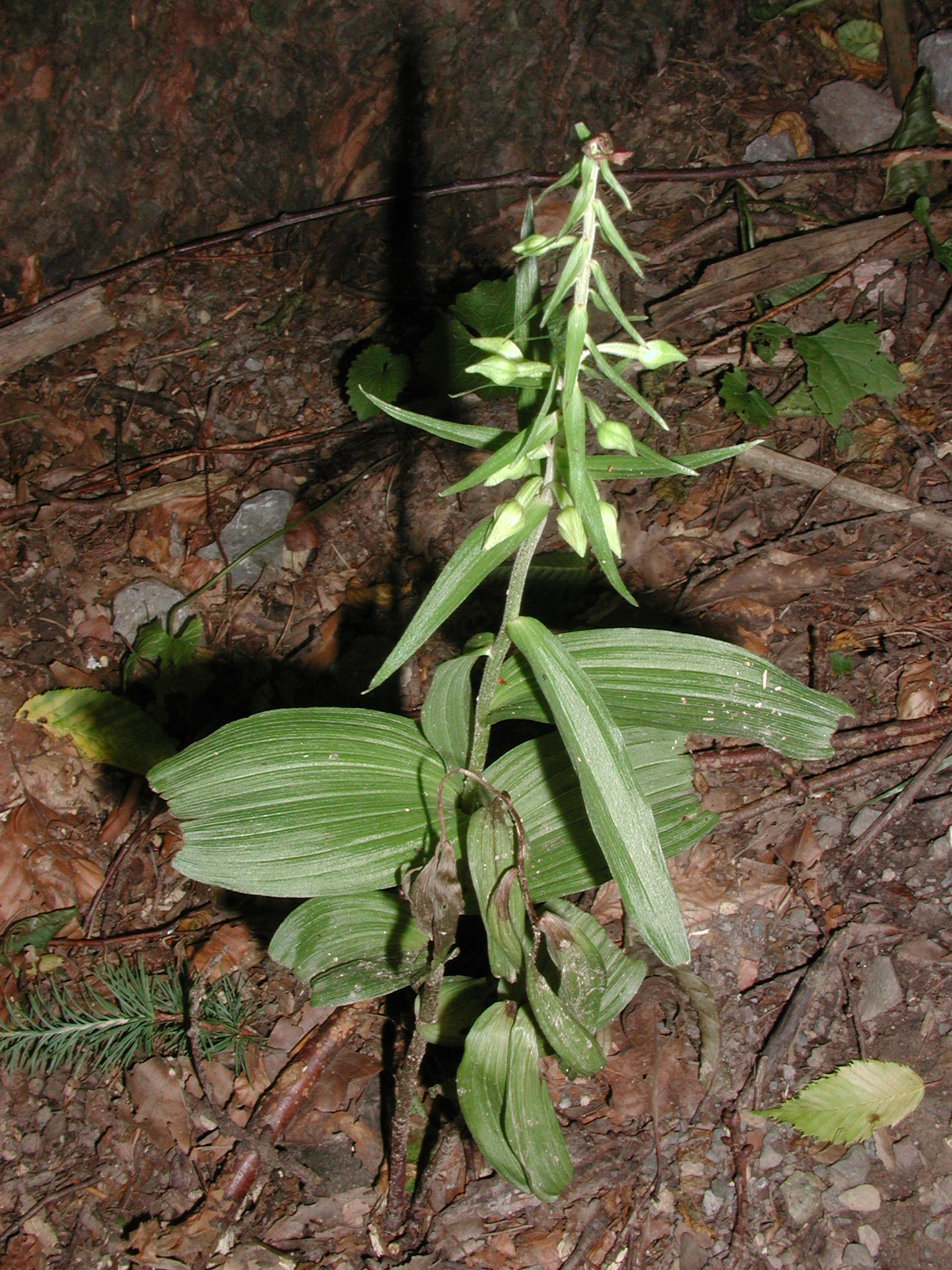
épipactes
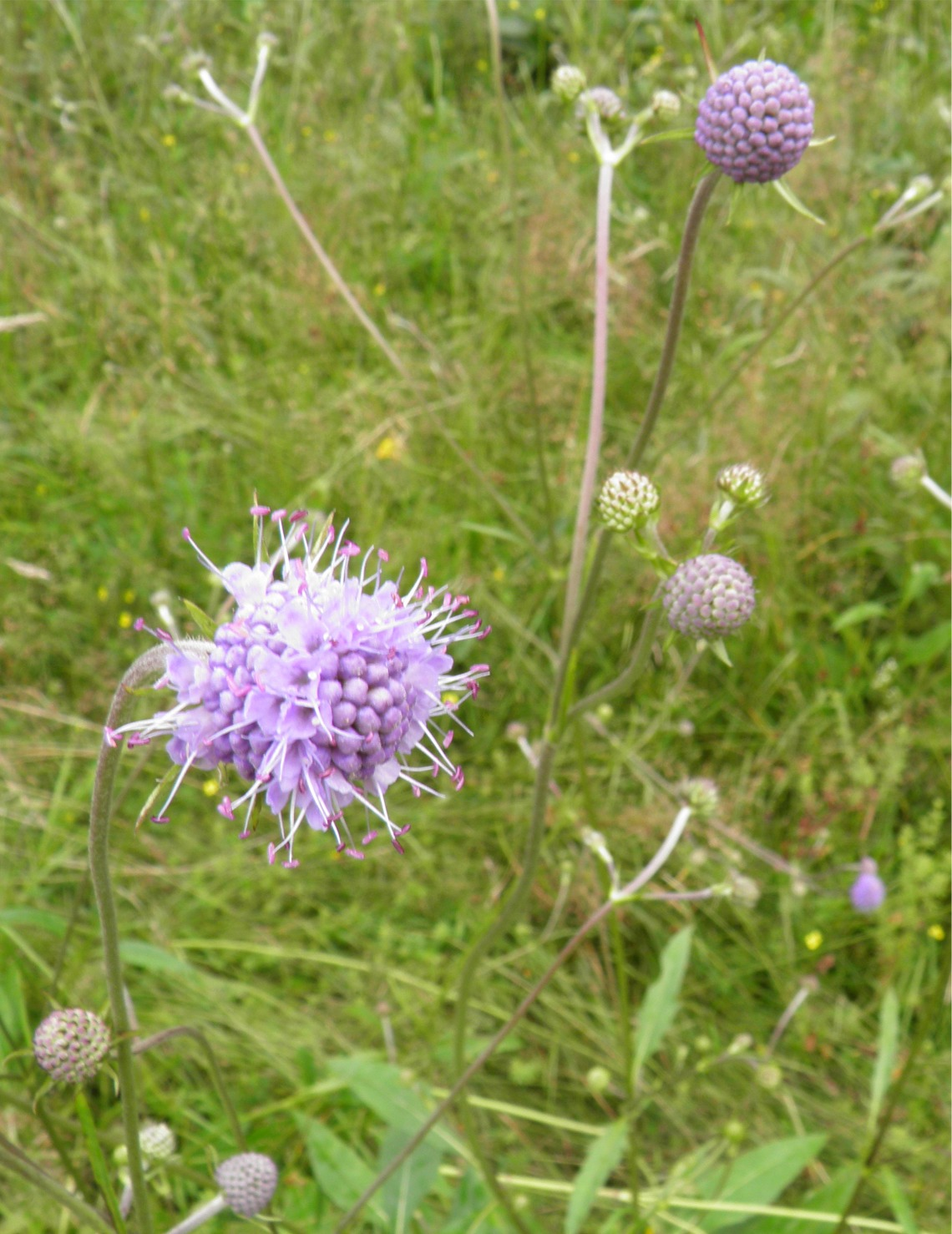
mors du diable
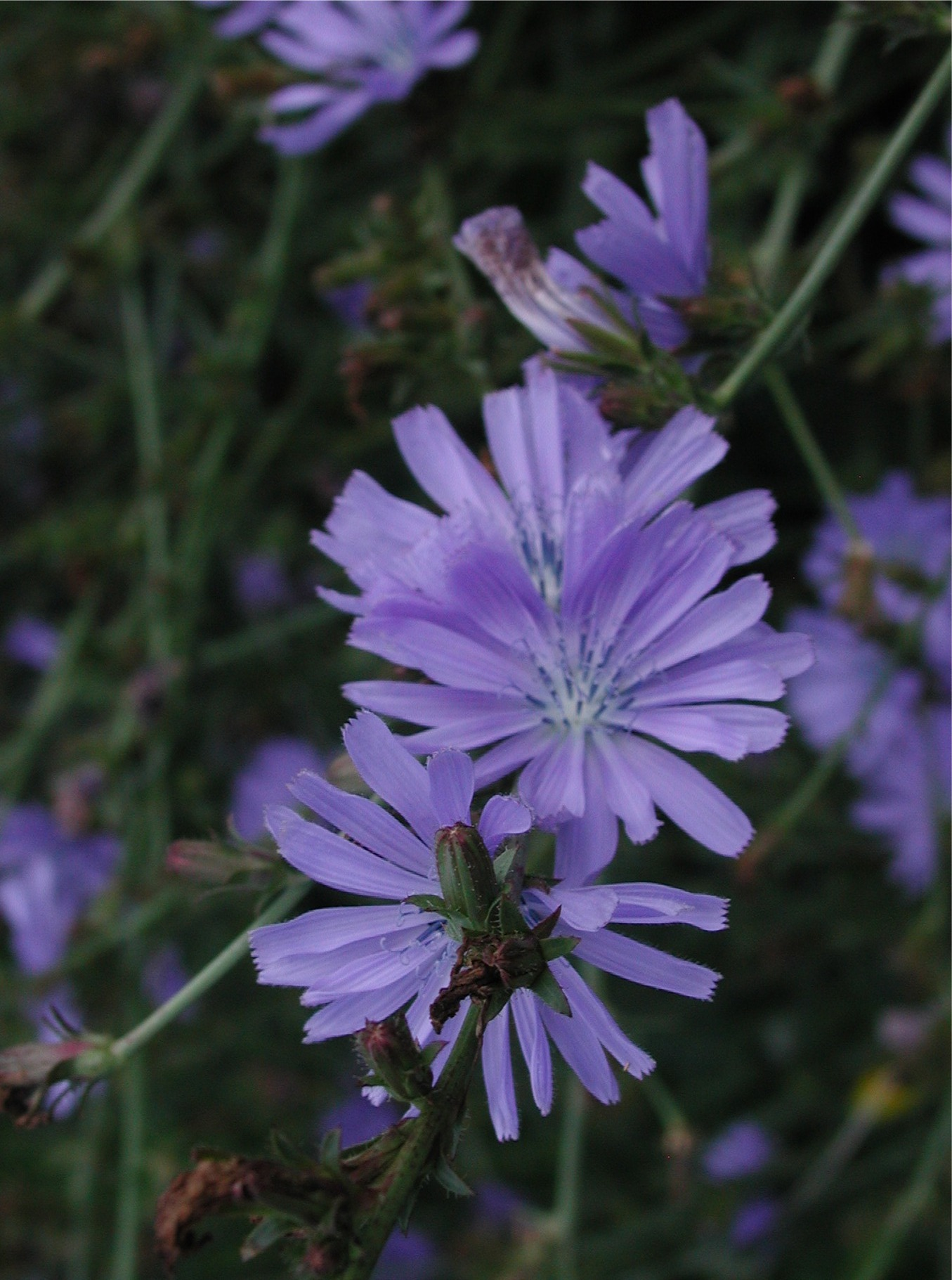
Chicorée sauvage

## Histoire
| Appartenances historiques Comté de Berg 1173-1380 Duché de Berg 1380-1806 Grand-duché de Berg 1806-1813 Royaume de Prusse (Province de Juliers-Clèves-Berg) 1816-1822 Royaume de Prusse (Province de Rhénanie) 1822-1918 République de Weimar 1918-1933 Reich allemand 1933-1945 Allemagne occupée 1945-1949 Allemagne 1949-présent |

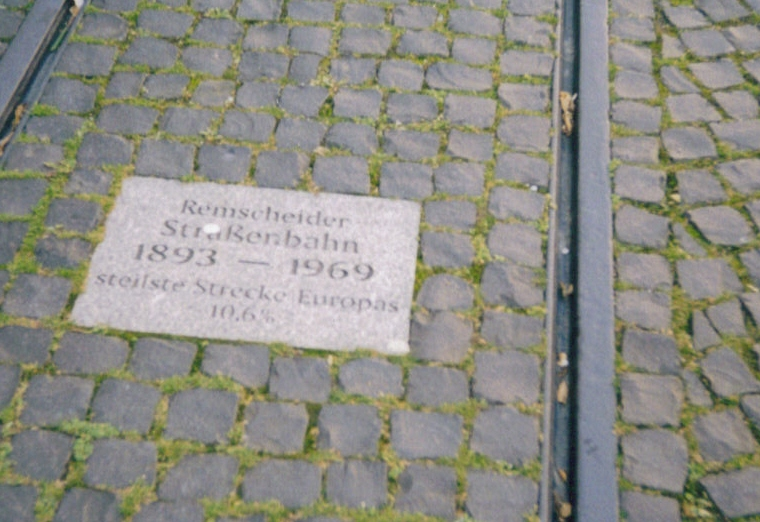
Remscheid : l'ancienne ligne de chemin de fer.

Remscheid était certainement un des premiers villages Francs. Elle a été fondée au XIIe siècle et dépendait des bailliages de Bornefeld et de Beyenburg (auj. un faubourg de Lüttringhausen), eux-mêmes fiefs du comté puis du Duché de Berg.
Le village est cité pour la première fois dans les sources en 1173-89, sous la forme Remscheit. On trouve en 1217 la forme Remissgeid, puis les références se multiplient : en 1251 (Remscheid), en 1308 (Renscheit), en 1312 (Rymschyt), vers 1350 (Rembscheidt), en 1351 (Rymscheid), en 1400 (Reymsceit), en 1402 (Reymscheit), en 1405 et 1407 (Rympscheit), en 1413 (Remscheyt), en 1441 (Remscheit et Remschett), en 1487 (Reymscheyd) et en 1639 (Rembscheid). Il se serait agi à l'origine d'une forêt (Hohen Wald) située entre les vallées de l'Eschbach et du Morsbach. Le suffixe en „-scheid“ désigne une ligne de crête.
Sous l'ère napoléonienne, cette terre fut en 1806 rattachée au canton de Ronsdorf de l’Arrondissement de l'Elberfeld du Grand-duché de Clèves et Berg. En tant que commune de plus de 5 000 habitants (6 135 habitants) elle obtint en 1808 le droit de cité : l'expansion naissante du bassin Rhin-Ruhr commençait à attirer les paysans à Remscheid. Les constructions mécaniques et la production d'outillage dominent encore aujourd'hui l'économie locale. Après la cession au Royaume de Prusse en 1815, Remscheid se trouva rattaché à l’arrondissement de Lennep. Le chef-lieu d'arrondissement Lennep avait en effet le statut de ville depuis 1230 et elle était fortifiée ; siècle après siècle elle était devenue une ville de foire importante, qui fut même membre de la Hanse et pour cette raison rayonnait sur sa voisine Remscheid. Mais l’industrialisation bouleversa cet équilibre et bientôt ce fut qui domina l'économie locale. Le 1er janvier 1888, elle fut détachée de l'arrondissement de Lennep et devint une ville-arrondissement. En 1893, Remscheid fut reliée par une autoroute qui en 1930 menait jusqu'à Wermelskirchen et Burg-an-der-Wupper.
Le Putsch de Kapp fit sentir ses effets jusqu'à Remscheid : au mois de mars 1920, une altercation armée opposa les corps francs et les syndicats ouvriers, qui étaient renforcés par les émeutiers. Des monuments à Reinshagen et dans le jardin public commémorent les 50 nationalistes et les 20 communistes morts dans ces affrontements. Au cours de l’Occupation de la Ruhr, l’armée française a occupé Lennep le 6 février 1923 puis Remscheid le 7 mars 1923. Il fallut, en quelques semaines, évacuer le lycée professionnel, le Lycée et les écoles de Steinberg pour y loger la troupe. L'approvisionnement de la ville par Lüttringhausen faisait l'objet d'incessants contrôles, et au mois de septembre 1923 un habitant a été tué alors qu'il passait des marchandises en contrebande. L'occupation s'est poursuivie jusqu'au 22 octobre 1924, jour du repli des 500 derniers soldats français.

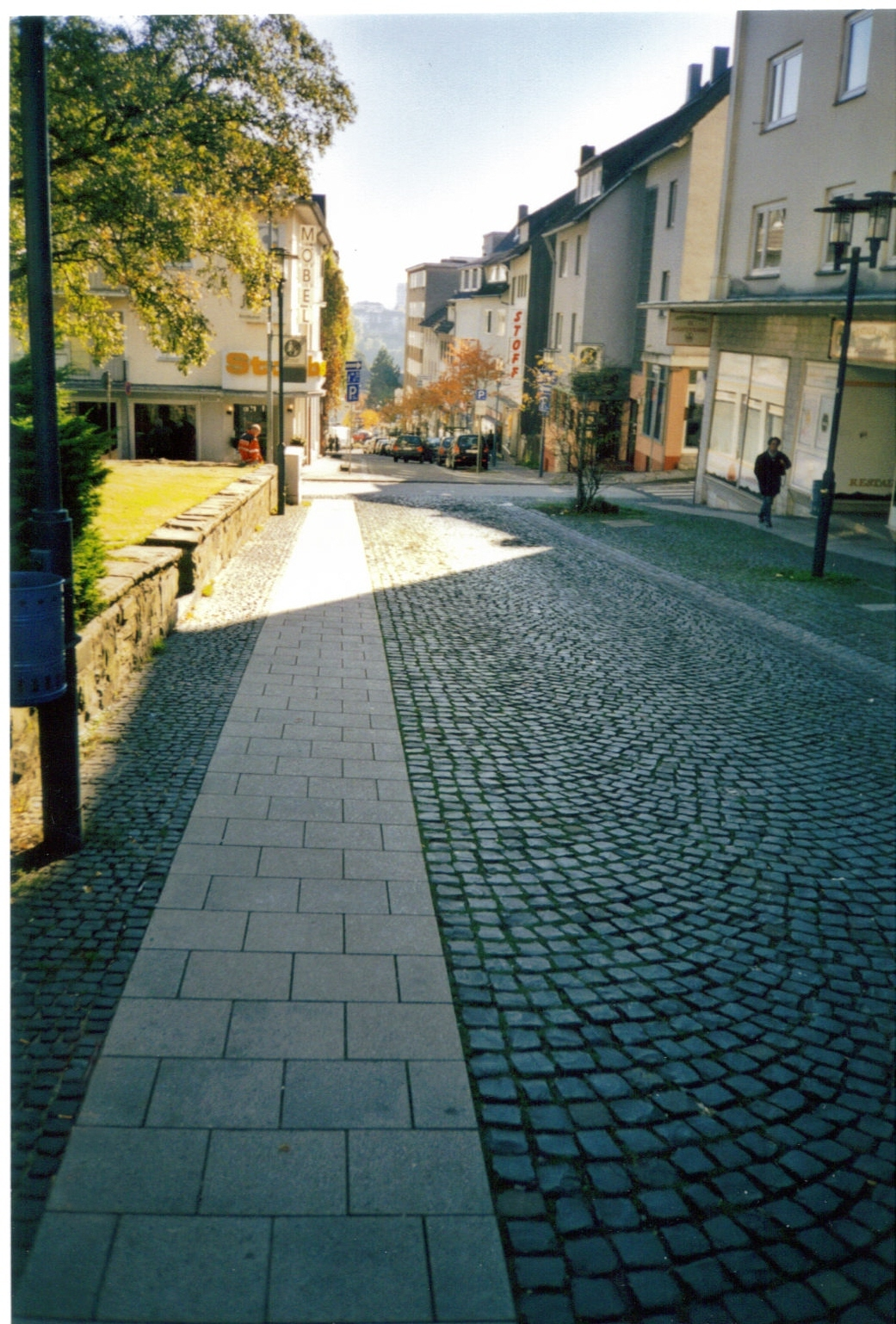
L'ancienne ligne de chemin de fer.

Le 1er août 1929, une réforme des communes de Rhénanie-Westphalie annexa les villes de Lennep et de Lüttringhausen  à la ville-arrondissement de Remscheid. Cette nouvelle commune dépassait désormais les 100 000 habitants et obtint ainsi le statut de métropole (Großstadt). L’arrondissement de Lennep devint l’arrondissement de Solingen-Lennep, rebaptisé en 1931 arrondissement Rhin-Wupper, nom qu'il a conservé jusqu'à la réforme de 1975.
Sous le Troisième Reich, plus de 170 Juifs et de 30 opposants politiques de Remscheid ont été déportés dans différents camps de concentration et exécutés. Beaucoup de juifs de la région vivaient alors à Remscheid, dans la Martin-Luther-Straße du centre-ville.
Le 31 juillet 1943, la ville a subi un fort bombardement qui a tué un millier de personnes, fait 6 600 blessés et laissé 40 000 citoyens sans abri. Le 30 mai 1943, c'était Lüttringhausen, et le 10 mars 1945, Lennep-Neustadt sera détruite à 80 %, avec 61 morts reconnus officiellement. L'armée américaine s'est emparée des villes de Lennep et de Wermelskirchen dans la nuit du 14 au 15 avril 1945 ; au mois de mai suivant, l'armée britannique prenait la relève, et occupa l'agglomération jusqu'en 1952. Les travaux de déblaiement, la reconstruction de la ville et la construction de logements pour l'hébergement de 24 000 victimes civiles s'est prolongée jusqu'au début des années 1960.
Dans le cadre de la Réforme administrative de 1975 en Rhénanie-du-Nord-Westphalie, la ville-arrondissement a été agrandie par absorption des villes de Lennep (sud-est), de Hückeswagen et de Wermelskirchen dans l’arrondissement Rhin-Wupper (qui a été dissous à cette occasion). La région environnante se partage désormais entre l’Arrondissement de Rhin-Berg, à l’arrondissement du Haut-Berg et les villes-arrondissement de Solingen et de Wuppertal.
Remscheid a fait la une des journaux en 1988 lorsque le 8 décembre, par un épais brouillard, un chasseur américain en manœuvre de type A-10 Thunderbolt II s'est écrasé dans la Stockder Straße,.
En décembre 2005, l'artiste Gunter Demnig a posé les premiers pavés commémoratifs dans la vieille ville. Ces pavés de 10 cm rappellent les victimes du nazisme et les persécutions politique sous le IIIe Reich.

## Sites intéressants

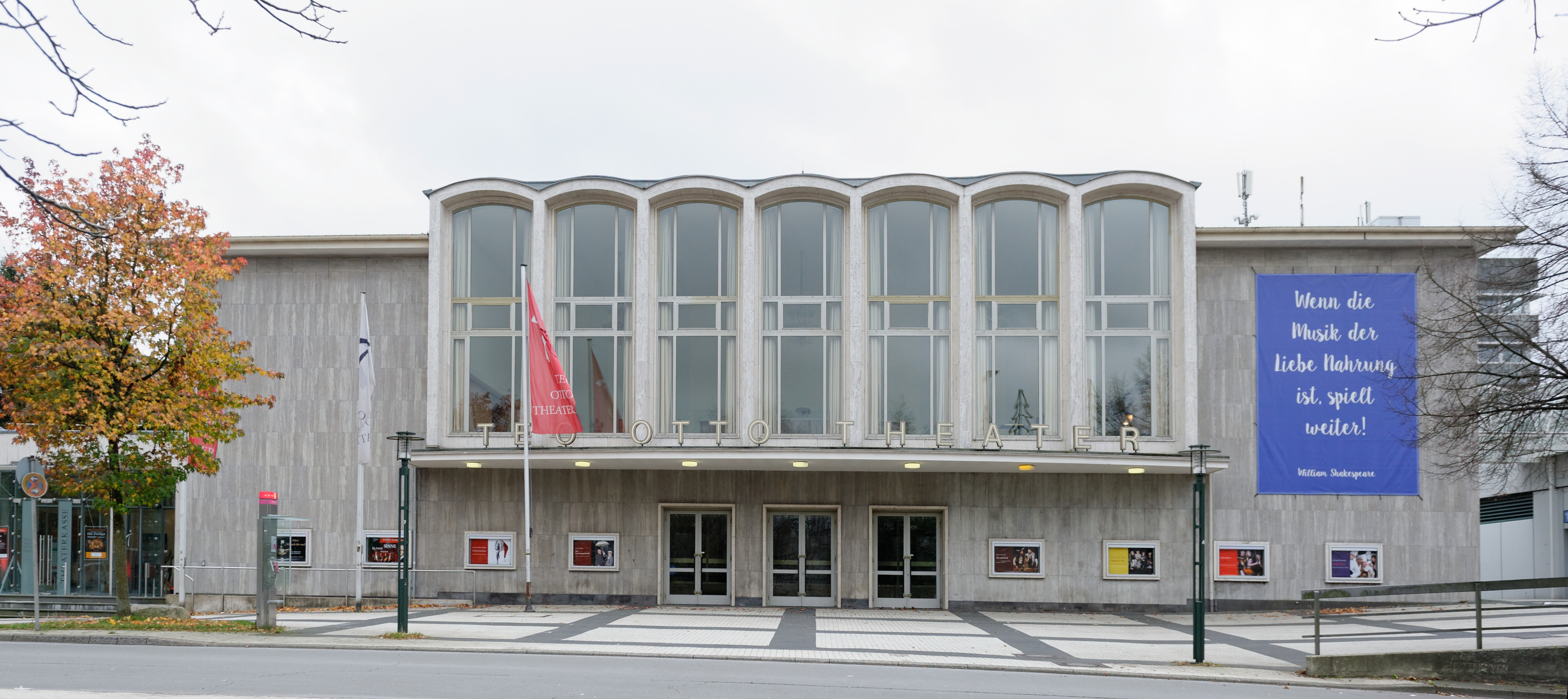
Théâtre Teo Otto

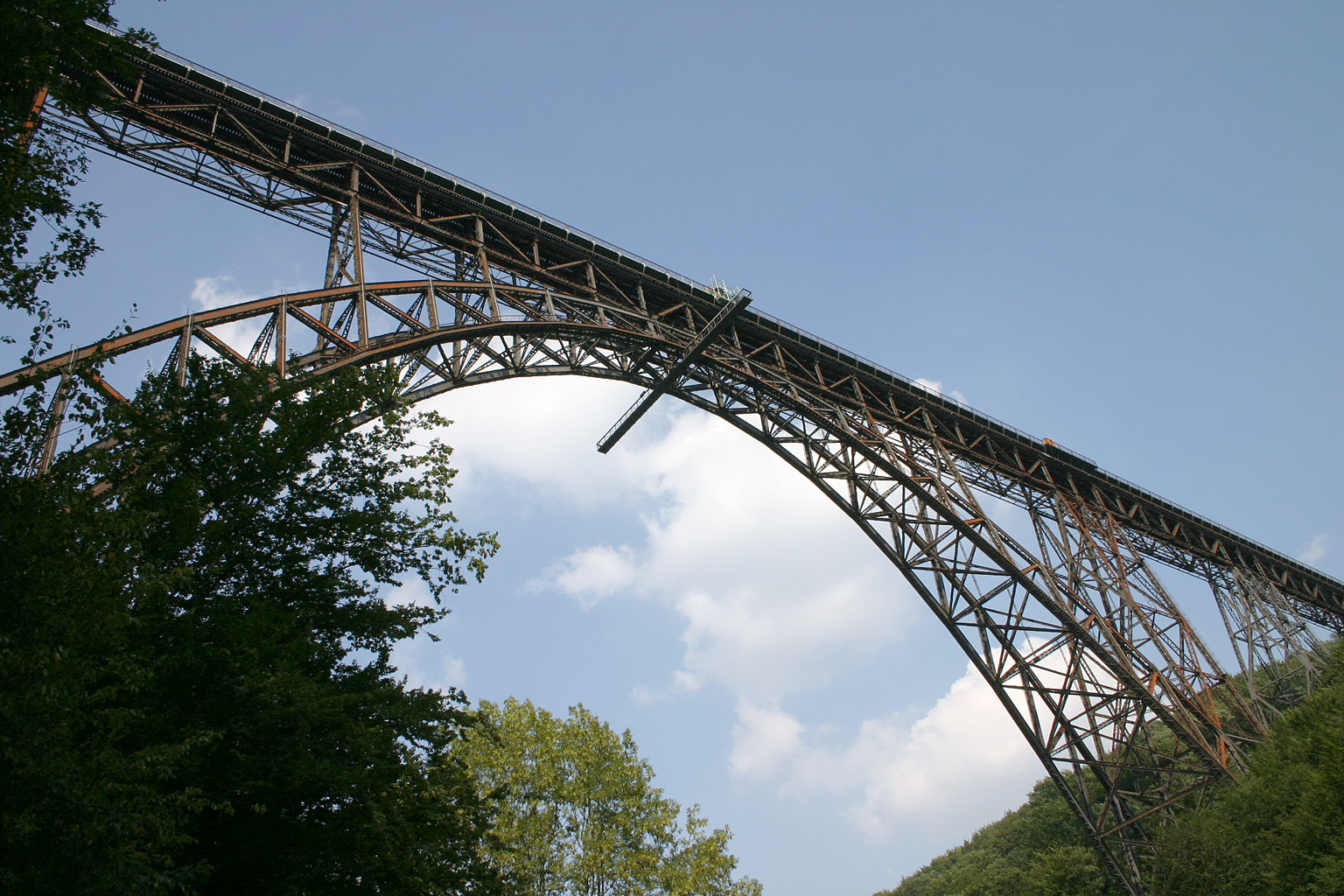
Pont Müngsten

- l'hôtel de ville, construit en 1906, avec sa tour (48 m de haut) sur la Theodor-Heuss-Platz
- la cité historique de Lennep avec ses maisons à colombage
- la cité historique de Lüttringhausen
- le viaduc de Müngsten, pont ferroviaire en acier le plus haut d’Allemagne (107 m), construit entre 1893 et 1897
- le Musée allemand de l'Outil (Deutsches Werkzeugmuseum (de))
- le Musée allemand Röntgen (Deutsches Röntgen-Museum (de)); Wilhelm Röntgen est né à Lennep (Remscheid)
- le Musée du Textile (Tuchmuseum (de))
- le barrage de l'Eschbach (Eschbachtalsperre), le premier barrage pour la production d'eau potable en Allemagne, construit en 1891 par Otto Intze
- le Steffenshammer, forge mécanique, avec une noria, construite en 1746
- le Théâtre Teo Otto
- l'observatoire astronomique Hans Schäfer dans la tour Bismarck (Bismarckturm (Remscheid) (de))

## Football
- FC Remscheid

## Jumelage
- Quimper (France)
- Prešov (Slovaquie)
- Wansbeck (Angleterre)
- Pirna (Saxe)
- Kırşehir (Turquie)
- Mrągowo (Pologne)

## Personnalités notables
- Artur Becker (1905 - 1938), député communiste au Reichstag, y est né ;
- Otto Kuhler (1894 - 1977), designer industriel et graveur américain, y est né ;
- Wilhelm Röntgen (1845 - 1923), physicien allemand, y est né.
- Peter Brötzmann (1941-2023), joueur de jazz allemand, y est né.